# 419 Aurelia
419 Aurelia este un asteroid din centura principală, descoperit pe 7 septembrie 1896, de Max Wolf.